# Governo Horn
Il Governo Horn è stato il 65° esecutivo dell'Ungheria, e il terzo della Repubblica d'Ungheria nata nel 1989. Rimase in carica dal 15 luglio 1994 al 08 Luglio 1998 per un totale di 3 anni, 11 mesi e 23 giorni. La coalizione di governo era composta da MSZP, 
SZDSZ.

## Composizione
MSZP
     SZDSZ
     Indipendente
| Carica                                                             | Titolare | Titolare | Titolare                                                | Partito      |
| ------------------------------------------------------------------ | -------- | -------- | ------------------------------------------------------- | ------------ |
| Presidente del consiglio dei ministri                              |          |          | Gyula Horn                                              | MSZP         |
| Ministro dell'Interno                                              |          |          | Gabor Kuncze                                            | SZDSZ        |
| Il Ministro degli Affari Esteri                                    |          |          | László Kovács                                           | MSZP         |
| Ministro delle finanze                                             |          |          | Lászlo Bekesi (Fino al 01 Marzo 1995)                   | MSZP         |
| Ministro delle finanze                                             |          |          | Lajos Bokros (Dal 01 Marzo 1995 al 29 Febbraio 1996)    | SZDSZ        |
| Ministro delle finanze                                             |          |          | Péter Medgyessy (Dal 29 Febbraio 1996)                  | Indipendente |
| Ministro dell'Industria e del Commercio                            |          |          | László Pál (Fino al 15 Luglio 1995)                     | MSZP         |
| Ministro dell'Industria e del Commercio                            |          |          | Imre Dunai (Dal 15 Luglio 1995 al 5 Settembre 1996)     | Indipendente |
| Ministro dell'Industria e del Commercio                            |          |          | Tamás Suchman (Dal 5 Settembre 1996 al 15 Ottobre 1996) | MSZP         |
| Ministro dell'Industria e del Commercio                            |          |          | Szabolcs Fazakas (Dal 15 Ottobre 1996)                  | Indipendente |
| Ministro dell'agricoltura                                          |          |          | Lakos László (Fino al 15 Dicembre 1996)                 | MSZP         |
| Ministro dell'agricoltura                                          |          |          | Nagy Frigyes (Dal 15 Dicembre 1996)                     | MSZP         |
| Ministro della Giustizia                                           |          |          | Pal Vastagh                                             | MSZP         |
| Ministero della salute                                             |          |          | Pal Kovacs (Fino al 17 Marzo 1995)                      | MSZP         |
| Ministero della salute                                             |          |          | György Szabo (Dal 17 Marzo 1995 al 30 Novembre 1996)    | MSZP         |
| Ministero della salute                                             |          |          | Mihaly Kokeny (Dal 30 Novembre 1996)                    | MSZP         |
| Ministro della Cultura e della Pubblica Istruzione                 |          |          | Fodor Gábor (31 Dicembre 1995)                          | SZDSZ        |
| Ministro della Cultura e della Pubblica Istruzione                 |          |          | Magyar Bálint (Dal 1º Gennaio 1996)                     | SZDSZ        |
| Ministro del lavoro                                                |          |          | Kósáné Magda Kovács                                     | MSZP         |
| Ministro del lavoro                                                |          |          | Peter Bacio                                             | MSZP         |
| Ministro della Difesa                                              |          |          | Keleti György                                           | MSZP         |
| Ministro della protezione dell'ambiente e dello sviluppo regionale |          |          | Ferenc Baja                                             | MSZP         |
| Ministro dei trasporti, delle comunicazioni e degli affari idrici  |          |          | Karoly Lotz                                             | SZDSZ        |
| Responsabile dei servizi segreti                                   |          |          | Katona Béla (Fino al 31 Marzo 1995)                     | MSZP         |
| Responsabile dei servizi segreti                                   |          |          | Istvan Nikolits (Dal 1 Aprile 1995)                     | MSZP         |
| Ministero della Privatizzazione                                    |          |          | Tamás Suchman (Dal 15 Settembre 1996)                   | MSZP         |
| Ministero della Privatizzazione                                    |          |          | Csiha Judit (Dal 15 Settembre 1996)                     | MSZP         |

## Situazione Parlamentare
| Camera              | Collocazione | Partiti                                      | Seggi     |
| ------------------- | ------------ | -------------------------------------------- | --------- |
| Assemblea nazionale | Maggioranza  | MSZP (209), SZDSZ (69), PAN (1), ACL-PDI (1) | 280 / 386 |
| Assemblea nazionale | Opposizione  | FDM (38), FKGP (26), KDNP (22), Fidesz (20)  | 106 / 386 |